# Ereunetea acrogyra
Ereunetea acrogyra är en fjärilsart som beskrevs av Louis Beethoven Prout 1928. Ereunetea acrogyra ingår i släktet Ereunetea och familjen mätare. Inga underarter finns listade i Catalogue of Life.